# Sencea, Lohvîțea
Sencea (în ucraineană Сенча) este localitatea de reședință a comunei Sencea din raionul Lohvîțea, regiunea Poltava, Ucraina.

## Demografie
Componența lingvistică a localității Sencea
     Ucraineană (97%)
     Rusă (2,67%)
     Alte limbi (0,07%)
Conform recensământului din 2001, majoritatea populației localității Sencea era vorbitoare de ucraineană (97%), existând în minoritate și vorbitori de rusă (2,67%).